# Ville blanche de Tel Aviv
La Ville blanche de Tel Aviv constitue le centre de l'agglomération de la ville nouvelle de Tel Aviv, en Israël. Elle est inscrite au Patrimoine mondial par l'Organisation des Nations unies pour l'éducation, la science et la culture (UNESCO), en 2003.

## Toponymie
Le surnom de « Ville blanche » serait né dans les années 1980 en référence à une exposition qui portait ce nom. Une autre hypothèse mentionne les paroles d'une chanson de Naomi Shemer : « De l'écume des vagues, je me suis construit une ville blanche ».

## Histoire
Tel Aviv fut fondée en 1909 et s'est développée comme une ville métropolitaine sous le mandat britannique en Palestine. La ville blanche fut construite à partir du début des années 1930 et jusqu'aux années 1950, selon le plan d'urbanisme de Sir Patrick Geddes, reflétant les principes de l'urbanisme organique moderne. Les bâtiments furent conçus par des architectes qui avaient immigré après avoir été formés dans divers pays d'Europe et y avoir exercé leur profession. Dans ce lieu et ce nouveau contexte culturel, ils réalisèrent un ensemble exceptionnel d'architecture du mouvement moderne.

## Protection

### Justification d'inscription au Patrimoine mondial de l'UNESCO

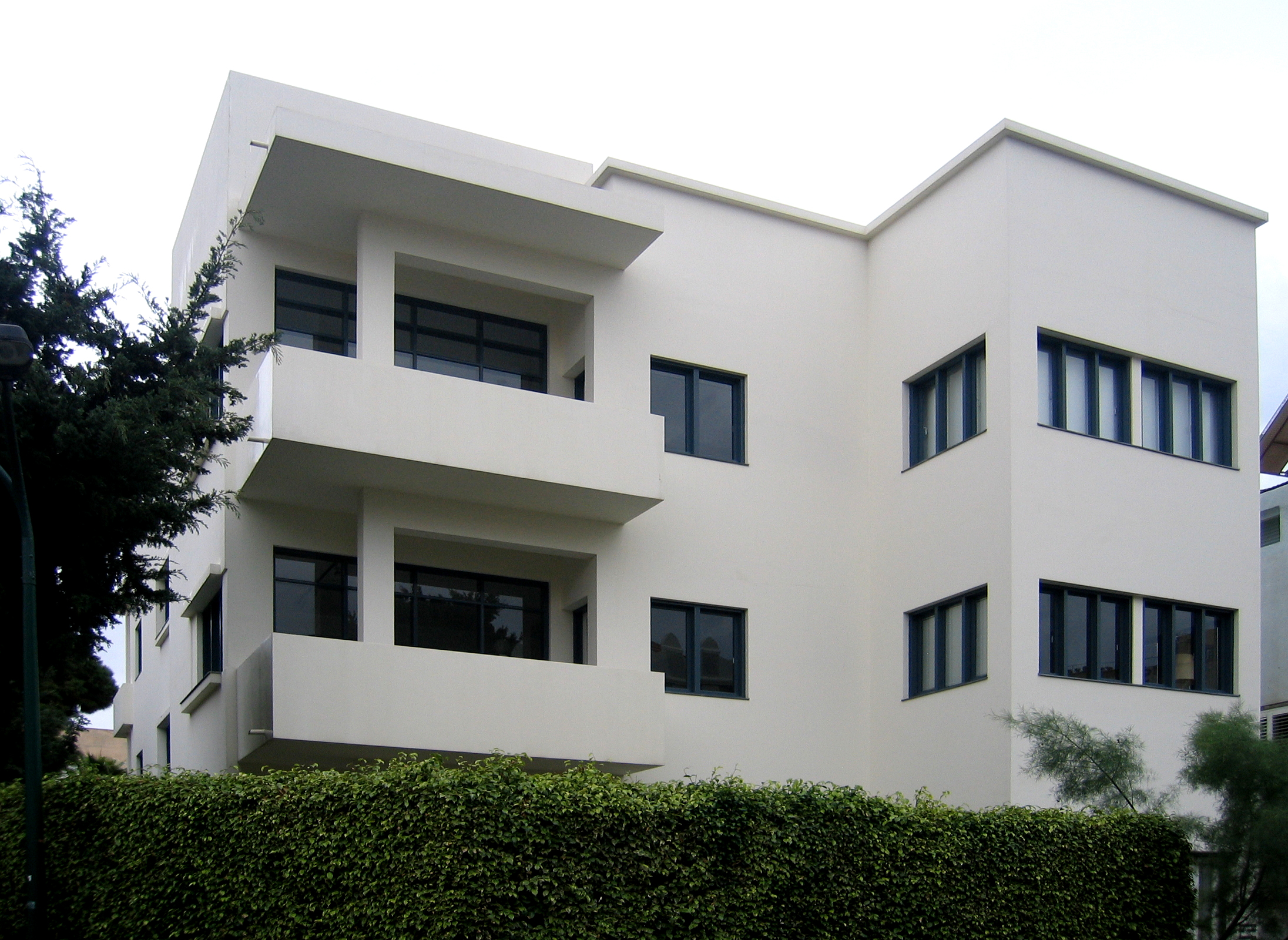
Musée du Bauhaus de Tel Aviv.

Critère (ii) : La ville blanche de Tel Aviv est la synthèse d'une valeur exceptionnelle des diverses tendances du mouvement moderne en matière d'architecture et d'urbanisme au début du XXe siècle. Ces influences ont été adaptées aux conditions culturelles et climatiques du lieu, de même qu'intégrées aux traditions locales.
Critère (iv) : La ville nouvelle de Tel Aviv est un exemple remarquable d'urbanisme et d'architecture des villes nouvelles du début du XXe siècle, adapté aux exigences d'un contexte culturel et géographique particulier